# Kerwin Mathews
Kerwin Mathews (* 8. Januar 1926 in Seattle, Washington; † 5. Juli 2007 in San Francisco, Kalifornien) war ein US-amerikanischer Filmschauspieler.

## Leben
Kerwin Mathews wuchs bei seiner Mutter in Janesville (Wisconsin) auf, wo er die High School besuchte. Danach absolvierte er das College in Beloit, Wisconsin, wo er seine Ausbildung komplettierte. Bevor er als Schauspieler begann, arbeitete er für kurze Zeit als Lehrer einer High School in Lake Geneva, Wisconsin. Mathews hatte bereits seit der Highschool ein Interesse an Schauspielerei und entschloss sich 1954, für eine professionelle Schauspielkarriere nach Kalifornien zu ziehen. Er begann am Pasadena Playhouse als Theaterschauspieler aufzutreten und wurde nur kurze Zeit später von einem Agenten der Columbia Pictures für den Film entdeckt.
Unter Vertrag bei Columbia, wurde aus dem 1,85 Meter großen, gutaussehenden Mann zumindest für kurze Zeit ein gefragter Hollywood-Schauspieler. Ab 1954 spielte er anfangs kleine Rollen bei Film und Fernsehen, ehe ihm Ende der 1950er-Jahre der Durchbruch gelang. Berühmt wurde er dabei vor allem durch seine Heldenrollen als Sindbad in dem Märchenfilm Sindbads siebente Reise (1958) und als Gulliver in dem Fantasyfilm Herr der drei Welten (1960). Beide Filme wurden insbesondere bekannt durch die damals wegweisenden Spezialeffekte von Ray Harryhausen. Als schwierige Aufgabe galt dabei, glaubwürdige Kämpfe mit nicht existenten Skeletten und Zyklopen zu kämpfen, da jene erst im Nachhinein von Harryhausen in den Film gefügt wurden. In dem Fantasyfilm Der Herrscher von Cornwall (1962) gab Mathews als gegen Riesen ankämpfender Jack erneut den Sympathieträger.
Neben jenen Abenteuer- und Fantasyfilmen trat Mathews auch in anderen Genres in Erscheinung: so verkörperte er einen Agenten im Spionagefilm Geheimakte M (1960), einen amerikanischen Maler in gefährlicher Lage im Liebesthriller Die Ausgekochten (1963) und den Komponisten Johann Strauss (Sohn) in der in Europa gedrehten Musikerbiografie Liebe im 3/4-Takt (1963). Letztere bezeichnete er als seine Lieblingsrolle.
In dem wechselhaften Hollywood der 1960er-Jahre schwand Mathews’ Karriere aber schnell. In der zweiten Hälfte der Dekade sah man ihn hauptsächlich in amerikanischen B-Movies oder eher billig abgedrehten Filmen aus Kontinentaleuropa. In den 1970ern gelangte er nur noch selten an Filmrollen. 1978, nach der Produktion des Horrorstreifens Nightmare in Blood, zog sich Mathews aus der Schauspielerei zurück. Seit Anfang der 1970er-Jahre lebte Mathews in San Francisco, wo er in späteren Jahren als Antiquitätenhändler tätig war.
Während Mathews in seinen über 30 Filmrollen meistens Liebesszenen mit Frauen hatte, war er tatsächlich homosexuell. Die letzten 46 Jahre seines Lebens war er in einer Beziehung mit Tom Nicholl. Kerwin Mathews starb im Juli 2007 im Alter von 81 Jahren eines natürlichen Todes.

## Filmografie (Auswahl)
- 1954: Space Patrol (Fernsehserie, Folge 4x11)
- 1955: Todeszelle 2455 (Cell 2455, Death Row)
- 1957: Ums nackte Leben (The Garment Jungle)
- 1958: Brückenkopf Tarawa (Tarawa Beachhead)
- 1958: Sindbads siebente Reise (The 7th Voyage of Sindbad)
- 1959: The Last Blitzkrieg
- 1960: Geheimakte M (Man on a String)
- 1960: Sappho, Venus von Lesbos (Saffo - Venere di Lesbo)
- 1960: Herr der drei Welten (The 3 Worlds of Gulliver)
- 1961: Der Teufel kommt um vier (The Devil at 4 O’Clock)
- 1962: Der Herrscher von Cornwall (Jack the Giant Killer)
- 1961: Piraten am Todesfluß (The Pirates of Blood River)
- 1963: Die Ausgekochten (Maniac)
- 1963: Liebe im 3/4-Takt (The Waltz King)
- 1963: OSS 117 greift ein (OSS 117 se déchaîne)
- 1964: Heiße Hölle Bangkok (Banco à Bangkok pour OSS 117)
- 1967: Battle Beneath the Earth
- 1967: Das Geheimnis der blutigen Perlen (Le vicomte règle ses comptes)
- 1968: Zucker für den Mörder (Un killer per sua Maestà)
- 1970: Barquero (Barquero)
- 1971: Octaman – Die Bestie aus der Tiefe (Octaman)
- 1972: Der Chef (Ironside, Fernsehserie, 2 Folgen)
- 1973: The Boy Who Cried Werewolf
- 1977: Nightmare in Blood